# 禁毒處
禁毒處（英語：Narcotics Division，ND），是香港政府保安局轄下的部門，制定禁毒政策和統籌一切有關禁毒的執法行動、教育、研究、國際合作和對付涉及毒品的洗黑錢活動事宜，以及戒毒治療和康復服務。

## 歷史
由於香港歷史上長期都是英國向中國傾銷鴉片的集中地，所以直至第二次世界大戰以前，香港的鴉片一直是合法的狀態，而港英政府則壟斷了鴉片銷售。直至戰後的1945年9月20日，香港軍政府頒佈第13號命令宣佈廢除鴉片專賣，並將鴉片列為危險藥物。《鴉片條例》於1946年廢除，政府的鴉片專賣自此才正式終結。

## 歷任首長
- 禁毒專員（Commissioner for Narcotics）（職級與保安局副秘書長相同，下設兩名保安局首席助理秘書長[2]）
  - 首任（1972年8月1日 — 1982年）盧樂夫（Norman Garner Rolph）
  - 1982年 — 1996年：利尚志（'Peter' Ernest Irfon Lee）[3][4][5][6][7]
  - 1996年1月 — 12月：黃鴻超
  - 1997年 — 2003年9月：盧古嘉利
  - 2003年9月 — 2005年：余呂杏茜
  - 2006年 — 2011年9月：黃碧兒
  - 2011年9月 — 2016年1月：許林燕明
  - 2016年1月 — 2019年11月：陳詠雯
  - 2019年11月 — 2022年7月：羅翠薇
  - 2022年7月-             李基舜

## 相關組織
- 聯合財富情報組
- 禁毒常務委員會
- 香港賽馬會禁毒資訊天地
- 類似組織：中央肅毒局 (新加坡)、中央肅毒局 (印度)

## 外部連結
- 香港政府禁毒處（页面存档备份，存于）